# 熱愛 (BLOWの曲)
『熱愛』（ねつあい）は、BLOWの4枚目のシングル。

## 内容
テレビ東京系『ダイナミックサッカー』エンディング・テーマ。

## 収録曲
作詞：沢村大和　作曲：野中則夫　編曲：鈴木英利
1. 熱愛
2. いくつもの涙をこえて
3. 熱愛 (inst.)